# Antonio Mota
Antonio Mota Romero (ur. 26 stycznia 1939 w mieście Meksyk, zm. 13 września 1986) – meksykański piłkarz występujący na pozycji bramkarza. Jego brat Salvador Mota również był piłkarzem.

## Kariera klubowa
Mota rozpoczynał treningi piłkarskie już w wieku sześciu lat, będąc bramkarzem skromnej drużyny z Guadalajary o nazwie Deportivo Don Bosco. W 1958 roku wziął udział w Narodowych Igrzyskach Młodzieży, gdzie zanotował udane występy i w całym turnieju piłkarskim przepuścił jedynie trzy gole. Jego talent dostrzegł wówczas napastnik zespołu CD Oro, reprezentant kraju José Naranjo, proponując mu dołączenie do tego zespołu. W meksykańskiej Primera División zadebiutował jako zawodnik Oro w sezonie 1959/1960, szybko zostając podstawowym golkiperem ekipy. Już podczas kolejnych rozgrywek, 1960/1961, wywalczył tytuł wicemistrza kraju, natomiast w sezonie 1962/1963 zdobył jedyne zarówno w swojej karierze, jak i historii klubu mistrzostwo Meksyku. W 1963 roku triumfował również w superpucharze kraju – Campeón de Campeones. Ogółem w barwach Oro spędził sześć lat i jest uznawany za legendę zespołu i najlepszego bramkarza w jego dziejach.
Latem 1964 Mota został zawodnikiem drużyny Club Necaxa z siedzibą w stołecznym mieście Meksyk. Tam również z miejsca wywalczył sobie pewne miejsce między słupkami, jedyne sukcesy w barwach tej ekipy odnosząc w sezonie 1965/1966; wtedy to zdobył zarówno puchar kraju – Copa México, jak również swój drugi już superpuchar. W Necaxie występował w sumie przez siedem sezonów, będąc zmuszonym w kontrowersyjnych okolicznościach opuścić klub w 1971 roku, w związku ze zmianą właścicieli zespołu i jego nazwy na Atlético Español. Jego odejście z Necaxy stało się później przedmiotem procesu sądowego, jaki piłkarz wytoczył klubowi; ostatecznie sąd zdecydował się przychylić do stanowiska Moty. Nie mogąc znaleźć zatrudnienia w innym zespole, w wieku 32 lat zdecydował się zakończyć profesjonalną karierę. W późniejszych latach pracował jako komentator sportowy i trener juniorów. Był opisywany jako obdarzony niskim wzrostem, lecz spektakularnie i ofiarnie interweniujący bramkarz.

## Kariera reprezentacyjna
W reprezentacji Meksyku Mota zadebiutował za kadencji selekcjonera Ignacio Trellesa, 19 kwietnia 1961 w wygranym 2:1 meczu towarzyskim z Holandią. W 1962 roku został powołany na Mistrzostwa Świata w Chile, gdzie jednak nie wystąpił w żadnym z trzech spotkań, pozostając jedynie rezerwowym dla Antonio Carbajala. Jego drużyna zanotowała wówczas bilans zwycięstwa i dwóch porażek, odpadając z mundialu już w fazie grupowej. W 1963 roku wziął udział w Mistrzostwach CONCACAF, podczas których pełnił funkcję podstawowego bramkarza reprezentacji i rozegrał wszystkie trzy mecze, lecz Meksykanie nie zdołali ostatecznie awansować do fazy finałowej. W 1970 roku znalazł się w ogłoszonym przez trenera Raúla Cárdenasa składzie na Mistrzostwa Świata w Meksyku. Tam ponownie był rezerwowym graczem swojej reprezentacji, tym razem nie potrafiąc wygrać rywalizacji o miejsce w składzie z Ignacio Calderónem i ani razu nie pojawił się na boisku. Meksykanie, pełniący wówczas rolę gospodarzy, po raz pierwszy w historii na mistrzostwach świata zdołali wyjść z grupy, w której zajęli drugie miejsce, lecz odpadli z mundialu zaraz potem, w ćwierćfinale. Ogółem swój bilans w reprezentacji zamknął na czternastu rozegranych spotkaniach.